# Pholidichthys anguis
Pholidichthys anguis (Lat.: „anguis“ = Schlange) ist ein wenig bekannter, aalartig gestreckter Meeresfisch, der ausschließlich an der Küste Nordaustraliens im Golf von Carpentaria und in der südöstlichen Arafurasee zwischen dem australischen Kontinent und der Insel Neuguinea vorkommt.

## Merkmale
Das einzige bekannte adulte Exemplar von Pholidichthys anguis ist ein 24,5 cm langes Weibchen. Außerdem wurden einige Jungfische untersucht, die zwischen 2,5 und 10,3 cm lang waren. Pholidichthys anguis unterscheidet sich von seinem einzigen nahen Verwandten, der Weißstreifen-Aalgrundel (Pholidichthys leucotaenia) durch die größere Anzahl an Rückenflossenstrahlen (82 bis 98 im Vergleich zu 66 bis 79 bei P. leucotaenia), die größere Anzahl an Afterflossenstrahlen (70 bis 81 im Vergleich zu 49 bis 62 bei P. leucotaenia), die größere Anzahl an Wirbeln (90 bis 101 im Vergleich zu 71 bis 79 bei P. leucotaenia), den kürzeren Kopf und das kürzere Maxillare (Oberkieferknochen). Die Brustflossen werden von 14, seltener von 15 Flossenstrahlen gestützt; die äußeren sind einfach, die übrigen verzweigt. Die winzigen Bauchflossen haben einen stark reduzierten Stachel und zwei bis drei Weichstrahlen, die Schwanzflosse zehn einfache Flossenstrahlen. Pholidichthys anguis ist dunkel, fast schwarz gefärbt, die auffällige gelbe Bänderzeichnung von P. leucotaenia wird durch undeutliche, rauchige, ovale Flecken ersetzt.

## Lebensraum
Alle Pholidichthys anguis wurden bisher aus Tiefen von 19 bis 70 m über schlammigen Bodengrund mit Sandanteilen, Muscheln, Schwämmen und vereinzelten Riffinseln gefangen. Sie leben dort versteckt in Höhlen im Bodengrund.